# Rhypotoses
Rhypotoses is een geslacht van vlinders uit de familie van de spinneruilen (Erebidae) en de onderfamilie Lymantriinae.

## Soorten
- R. adela Collenette, 1932
- R. atima Collenette, 1932
- R. barlowi Holloway, 1999
- R. biformis Holloway, 1976
- R. brooksi Collenette, 1953
- R. drepanioides Kishida, 1995
- R. dysbata Collenette
- R. glebula Swinhoe, 1906
- R. humida Swinhoe, 1906
- R. maculutea Holloway, 1999
- R. nigriplaga Swinhoe, 1903
- R. nigrocrocea Walker, 1862
- R. phloeochroa Collenette, 1932
- R. ruptata Walker, 1862
- R. strigifimbria Walker, 1862
- R. triceratops Holloway, 1999